# Pantanal
Pantanal (iz portugalskega pântano, kar pomeni »močvirje«), ki leži na tromeji Brazilije (62 %), Bolivije (20 %) in Paragvaja (18 %), je največje tropsko mokrišče na svetu. Ta obsežna aluvialna dolina se razprostira v brazilski zvezni državi Mato Grosso do Sul in zavzema površino med 140.000 in 195.000 km². Vsako leto se njena velikost namreč spremeni, saj je 80 odstotkov Patanala v deževni dobi potopljenih. Patanal sestavlja nekaj podregionalnih ekosistemov, ki se med seboj razlikujejo po hidroloških, geoloških in ekoloških značilnostih: rečni tokovi, gozdni sestoji, vlažna tla in jezera, sezonsko poplavljeni travniki in kopni gozdovi. Zaradi svoje izjemnosti so bila štiri zaščitena območja s skupno površino 18.782 km² (1,3 % brazilskega Pantanala) leta 2000 vpisana na Unescov seznam krajev svetovne dediščine kot »eden od največjih svetovnih sladkovodnih ekosistemov«.

## Etimologija
Ime Pantanal izhaja iz portugalske besede pântano in španske besede pantano, ki pomenita 'močvirje', 'mokrišče', 'barje' ter pripona -al, ki pomeni 'obilje, aglomeracija, zbiranje'.

## Geografija in geologija
Pantanal pokriva približno 140.000–160.000 km2 položne kotline, ki prejema odtok iz gorskih območij (višavje Planalto) in počasi sprošča vodo skozi reko Paragvaj in pritoke. Tvorba je posledica velike, konkavne, predandske depresije zemeljske skorje, povezane z andsko orogenezo terciarja. Predstavlja ogromno notranjo delto reke, v kateri se zliva več rek, ki tečejo z okoliške planote, odlagajo svoje sedimente in ostanke erozije, ki polnijo veliko območje depresije Pantanala. To območje je tudi ena od izrazitih fiziografskih provinc večjega območja Parana-Paragvajske planote, ki obsega skupno 1,5×106 km2.
Pantanal na zahodu in severozahodu omejujejo suhi gozdovi Chiquitano, na jugozahodu suhi gozdovi Gran Chaco in na jugu vlažni Chaco. Savane Cerrado ležijo na severu, vzhodu in jugovzhodu.

### Podnebje
Pantanal je tropsko mokro in suho območje s povprečno letno temperaturo 24 °C in padavinami med 1000 in 1250 milimetri. Ekstremne temperature lahko dosežejo 41 °C ali padejo na –1 °C. Skozi vse leto se temperatura spreminja za približno 6,0 °C, pri čemer je najtoplejši mesec november (s povprečno temperaturo 26 °C), najhladnejši mesec pa junij (s povprečno temperaturo 20 °C). Najbolj namočen mesec je januar (s povprečjem 340 mm), najbolj suh pa junij (s povprečjem 3 mm).

### Hidrodinamika
Poplavni ekosistemi, kot je Pantanal, so opredeljeni s sezonskim poplavljanjem in izsuševanjem. Prehajajo med fazami stoječe vode in fazami suhih tal, ko je gladina vode lahko precej pod koreninsko regijo. Tla segajo od visoke vsebnosti peska na višjih območjih do večjih količin gline in mulja na rečnih območjih.
Nadmorska višina Pantanala je od 80 do 150 m nad morsko gladino. Letna količina padavin nad poplavnim bazenom je med 1000 in 1500 mm, večina padavin pade med novembrom in marcem. Povprečna letna količina padavin je bila v letih 1968-2000 od 920 do 1540 mm. V delu reke Paragvaj v Pantanalu se nivo vode sezonsko dvigne med dva metra in pet metrov; nihanja vode v drugih delih Pantanala so manjša od tega. Poplavna voda po navadi teče počasi (2 do 10 cm na sekundo) zaradi nizkih naklonov in velikega upora, ki ga nudi gosta vegetacija.
Ko narasle rečne vode prvič pridejo v stik s prej suho prstjo, postanejo vode osiromašene s kisikom, zaradi česar je vodno okolje anoksično. Če ni na voljo zatočišč s kisikom, lahko pride do številnih naravnih poginov rib. Razlog za to ostaja špekulativen: morda je posledica rasti bakterij, ki proizvajajo toksine, v deoksigenirani vodi in ne neposredne posledice pomanjkanja kisika.

## Rastlinstvo in živalstvo
Vegetacija Pantanala, ki se pogosto imenuje kompleks Pantanal, je mešanica rastlinskih združb, značilnih za različne okoliške regije bioma: te vključujejo rastline vlažnih tropskih amazonskih deževnih gozdov, polsušne gozdne rastline, značilne za severovzhodno Brazilijo, rastline brazilske savane cerrado in rastline savan Chaco v Boliviji in Paragvaju. Gozdovi se običajno pojavljajo na višjih nadmorskih višinah regije, medtem ko travišča pokrivajo sezonsko poplavljena območja. Ključna omejevalna dejavnika za rast sta poplavljanje in, kar je še pomembneje, pomanjkanje vode v sušnem obdobju.
Po mnenju Embrape je bilo v biomu Pantanal identificiranih približno 2000 različnih rastlin in razvrščenih glede na njihov potencial, pri čemer nekatere predstavljajo veliko obljubo za medicino.
Pantanal je dom številnih živalskih vrst: 463 vrst ptičev, 269 vrst rib, 141 vrst plazilcev in dvoživk in 236 vrst sesalcev ter več kot 9000 podvrstam nevretenčarjev.
Polž Pomacea lineata je ključna vrsta v ekosistemu Pantanala. Ko so mokrišča enkrat na leto poplavljena, bodo trava in druge rastline sčasoma odmrle in začele razpadati. Med tem procesom razkrojevalski mikrobi porabijo ves kisik v plitvi vodi in tako zadušijo večje razkrojevalce. Za razliko od drugih živalskih razkrojevalcev pa imajo polži tako škrge kot pljuča, kar jim omogoča, da uspevajo v anoksičnih vodah, kjer reciklirajo hranila. Da bi dobili kisik, iztegnejo dolgo dihalko do vodne gladine in tako dihajo. Ta sposobnost jim omogoča, da zaužijejo vso odmrlo rastlinsko snov in jo spremenijo v hranljivo gnojilo, ki je na voljo rastlinam na tem območju. Tudi sami polži so hrana za različne živali.
Med najredkejšimi živalmi, ki naseljujejo mokrišče Pantanala, sta močvirski jelen (Blastocerus dichotomus) in orjaška vidra (Pteronura brasiliensis). Deli Pantanala so tudi dom naslednjih ogroženih ali ranljivih vrst: hijacintna ara (Anodorhyncus hyacinthinus) (ptica, ogrožena zaradi tihotapstva), orel Buteogallus coronatus, grivasti volk (Chrysocyon brachyurus), gozdni pes (Speothos venaticus), brazilski tapir (Tapirus terrestris) in veliki mravljinčar (Myrmecophaga tridactyla). Pogoste vrste v Pantanalu so kapibara (Hydrochoerus hydrochaeris), ozelot (Leopardus pardalis) in kajman jacare (Caiman yacare). Po podatkih iz leta 1996 je bilo v Pantanalu 10 milijonov kajmanov, kar pomeni največjo koncentracijo krokodilov na svetu. Pantanal je dom ene največjih in najbolj zdravih populacij jaguarjev (Panthera onca) na Zemlji.
Obstaja trinajst vrst čapelj in belih čapelj, šest vrst ibisov in žličark ter pet vrst vodomcev, ki uporabljajo Pantanal kot gojišče in krmišče. V Pantanalu je dokumentiranih devetnajst vrst papig, vključno s petimi vrstami are. Nekatere ptice selivke so ameriška prosenka (Pluvialis dominica), sokol selec in bobolink (Dolichonyx oryzivorus).
Večina rib je detritivorov (razkrojevalci), predvsem zaužijejo drobne delce iz usedlin in rastlinskih površin. To je na splošno značilno za ribe, ki živijo v južnoameriških poplavnih ravnicah. Migracija rib med rečnimi kanali in območji poplavnih nižin poteka sezonsko. Te ribe imajo številne prilagoditve, ki jim omogočajo preživetje v vodah poplavnih ravnic, ki so osiromašene s kisikom.
Poleg kajmana so nekateri plazilci, ki naseljujejo Pantanal, rumena anakonda (Eunectes notaeus), zlati tegu (Tupinambis teguixin), rdečenoga želva (Geochelone carbonaria) in zeleni legvan (Iguana iguana).
Danes je Pantanal v 99-odstotni zasebni lasti  predvsem fazend (živinskih rančev, ki jih je približno 2500), sicer pa tu ni niti enega mesta. V šestih rezervatih živi približno 1000 ljudi nekoč močno razširjenega in uspešnega naroda Boróro.

## Galerija
- Brazilski tapir (Tapirus terrestris)
- Hiacintna ara
- Veliki mravljinčar
- Pantanalski jaguar
- Kapibara
- Močvirski jelen
- kajman jacare
- Črni vriskač (Alouatta caraya)
- Južni tamandua (Tamandua tetradactyla)
- Karakara
- savanski jastreb (Cathartes burrovianus)